# Дудкевич, Кароль
Кароль Дудкевич (пол. Karol Dudkiewicz, англ. Karol Dudkiewicz; род. 28 октября 1988) — польский шашист. Бронзовый призёр чемпионата Польши (по бразильским шашкам — 2014, по международным шашкам — 2016). Член сборной Польши
FMJD-Id: 14165

## Спортивные результаты
Чемпионат Европы
- 2017

Командный чемпионат Европы по международным шашкам — 4 место в блице, 5 место в классике и рапиде в составе национальной сборной
- 2014

Командный чемпионат Европы по международным шашкам — 8 место
Чемпионат Европы по международным шашкам среди мужчин — 39 место среди 75
- 2012

Чемпионат Европы по международным шашкам среди мужчин — 58 место среди 68
- 2010

Чемпионат Европы по международным шашкам среди мужчин — 50 место среди 65
Чемпионат Польши
- 2016

Чемпионат Польши по международным шашкам  — 3 место
- 2015

Чемпионат Польши по международным шашкам  — 5 место
- 2014

Чемпионат Польши по международным шашкам  — 4 место